# 格羅根 (明尼蘇達州)
格羅根（英語：Grogan）是位於美國明尼蘇達州沃通旺縣的一個非建制地區。

## 歷史
格羅根得名自早期定居者馬修·J·格羅根（Matthew J. Grogan）。格羅根的郵局於1891年設立，其後於1932年停運。

## 地理
格羅根所處的海拔為高於海平面318米（即1043英呎），而該地所採用的時區為UTC-6，即北美中部時區（CST）。同時該地設有夏令時間，為UTC-6調快一小時，即UTC-5（CDT）。